# Organizația de Cooperare Economică la Marea Neagră
La 25 iunie 1992, șefii de stat și de guvern din unsprezece țări, au semnat la Istanbul, o declarație care a dat naștere Organizației de Cooperare Economică la Marea Neagră (OCEMN).
Ea a luat ființă ca un model unic și promițător de inițiative multilaterale politice și economice care au ca scop stimularea interacțiunii și armoniei între statele membre, precum și de asigurare a păcii, stabilității și prosperității, dar și relațiilor de bună vecinătate în regiunea Mării Negre.
Odată cu intrarea în vigoare a Cartei de la 1 mai 1999, OCEMN a dobândit identitate juridic internațională și a fost transformată intr-o organizație economică regională: Organizația de Cooperare Economică la Marea Neagră.
Odată cu aderarea Serbiei (apoi Serbia și Muntenegru) în aprilie 2004, numărul de membri a crescut la doisprezece.

## Membri

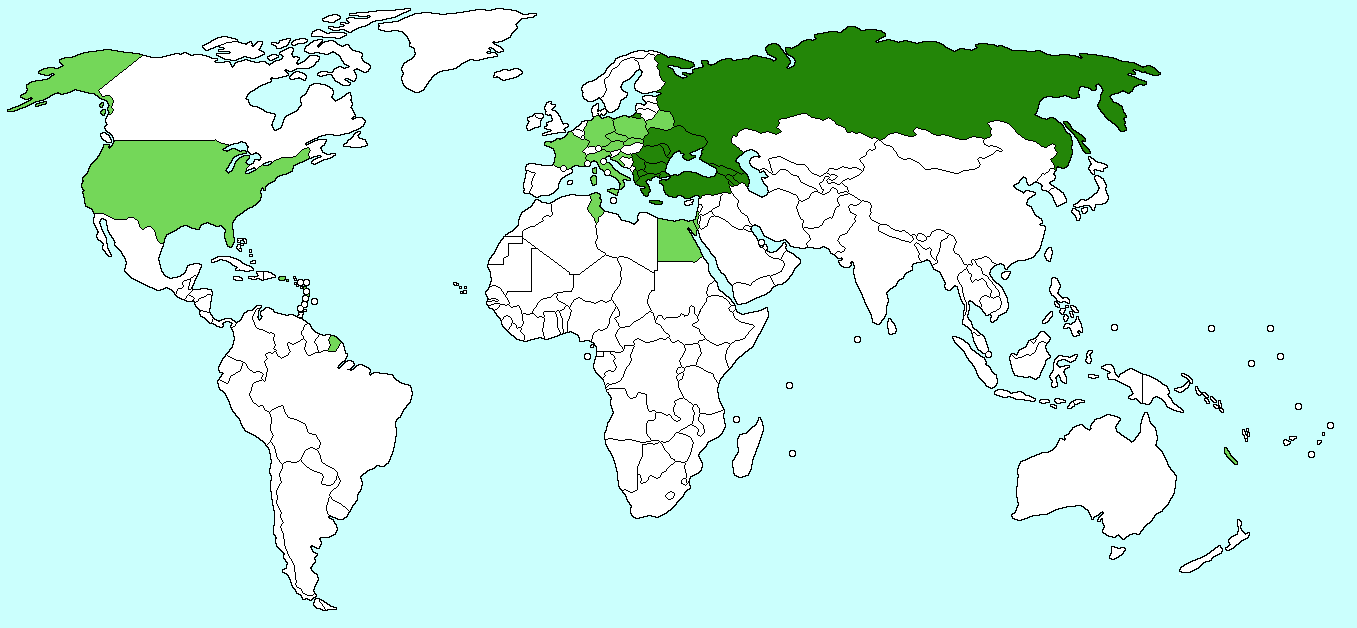
State membre
Națiuni cu statut de observator

State membre
     Națiuni cu statut de observator
Membrii fondatori sunt:
- Albania
- Armenia
- Azerbaidjan
- Bulgaria
- Georgia
- Grecia
- Republica Moldova
- România
- Rusia
- Turcia
- Ucraina

Membri ce au aderat pe parcurs:
- Serbia (aprilie 2004)
- Macedonia de Nord (noiembrie 2020)

După cum se vede mai sus, calitatea de membru nu a fost limitată la țările care au acces la Marea Neagră: Albania, Armenia, Azerbaidjan, Grecia, Macedonia de Nord, Moldova și Serbia nu au ieșire la Marea Neagră.
Națiuni cu statut de observator:
- Austria
- Belarus
- Croația
- Cehia
- Egipt
- Franța
- Germania
- Ungaria
- Israel
- Italia
- Polonia
- Slovacia
- Tunisia
- Statele Unite